# Wataru Morishige
Wataru Morishige (* 17. Juli 2000 in Betsukai) ist ein japanischer Eisschnellläufer.

## Werdegang
Morishige wurde im Januar 2020 japanischer Juniorenmeister über 500 m und trat im folgenden Monat bei den Juniorenweltmeisterschaften in Tomaszów Mazowiecki international erstmals in Erscheinung. Dort errang er über 1000 m sowie im Teamsprint den vierten Platz und holte über 500 m die Bronzemedaille. Zu Beginn der Saison 2021/22 wurde er japanischer Meister über 500 m und lief in Tomaszów Mazowiecki seine ersten Rennen im Eisschnelllauf-Weltcup, die er auf dem 11. Platz und auf dem dritten Platz je über 500 m beendete. Im weiteren Saisonverlauf kam er in Salt Lake City auf den zweiten Platz über 500 m und holte dort tags darauf über 500 m seinen ersten Weltcupsieg. Beim Saisonhöhepunkt, den Olympischen Winterspielen 2022 in Peking, gewann er die Bronzemedaille über 500 m. Zudem belegte er dort den 16. Platz über 1000 m.

## Weltcupsiege im Einzel
| Nr. | Datum             | Ort                 | Disziplin |
| --- | ----------------- | ------------------- | --------- |
| 1.  | 5. Dezember 2021  | Salt Lake City      | 500 m     |
| 2.  | 11. Februar 2023  | Tomaszów Mazowiecki | 500 m     |
| 3.  | 12. November 2023 | Obihiro             | 500 m     |
| 4.  | 17. November 2023 | Peking              | 500 m     |
| 5.  | 18. November 2023 | Peking              | 500 m     |
| 6.  | 2. Dezember 2023  | Stavanger           | 500 m     |

## Persönliche Bestzeiten
| Distanz | Zeit        | Datum             | Ort            |
| ------- | ----------- | ----------------- | -------------- |
| 500 m   | 33,99 s     | 5. Dezember 2021  | Salt Lake City |
| 1000 m  | 1:08,59 min | 30. Dezember 2021 | Nagano         |
| 1500 m  | 1:51,35 min | 21. Oktober 2018  | Nagano         |
| 3000 m  | 4:04,33 min | 4. November 2019  | Obihiro        |